# Joy Boughton
Christina Joyance Boughton (conocida como Joy) (14 de junio de 1913-1963) fue hija del compositor inglés Rutland Boughton y de la artista Christina Walshe.  Murió en 1963 en circunstancias trágicas. 
Léon Goossens le enseñó a tocar el oboe y asistió al Royal College of Music de 1929 a 1937, en la que, poco antes de su muerte, fue profesora de oboe.  Ella ayudó a establecer el English Opera Group de Benjamin Britten, siendo miembro de su orquesta desde finales de los años 1940 y 1950.  En 1951, Britten le dedicó sus Seis Metamorfosis después de Ovidio a Joy, quien ofreció su primera interpretación en el Festival de Aldeburgh el 14 de junio de ese año.  Junto con John Francis (flauta) y Millicent Silver (piano) se convirtió en parte de The Sylvan Trio. 
En 1937, Joy realizó el estreno mundial del Concierto para oboe escrito especialmente para ella por Rutland Boughton en un concierto en Oxford con la Orquesta de Cuerdas Boyd Neel.  Se casó con el empresario de teatro Christopher Ede y tuvieron dos hijos, Robin y Penny.  Un concierto en su memoria se llevó a cabo en el RCM en abril de 1963. 